# Sonet 36 (William Szekspir)

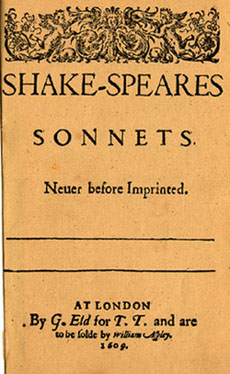
Strona tytułowa pierwszego wydania sonetów Shakespeare’a

Sonet 36 (Daj mi to wyznać:osobno żyć mamy) – jeden z cyklu sonetów autorstwa Williama Shakespeare’a. Po raz pierwszy został opublikowany w 1609 roku.

## Treść
Sonet ten opsiuje cierpienia podmiotu lirycznego spowodowane tym, że mimo tego, iż z wzajemnością obdarza młodzieńca miłością, nie jest im dane prowadzić wspólnego życia.